# Perino Fiorentino
Perino meglio conosciuto come Perino Fiorentino (Firenze, 1523 – Roma, 1552) è stato un compositore e liutista italiano.

## Biografia
Perino, figlio di Baccio Fiorentino (noto anche come Baccio il virtuoso e Bartolomeo degli Organi), è stato allievo di Francesco da Milano, e come il maestro è stato riconosciuto tra i maggiori compositori di musica per liuto del Rinascimento italiano. Era anche noto come Pierino di Baccio nostro Fiorentino e come Pierino degli Organi.
Di lui il letterato Cosimo Bartoli (1503-1572) scrisse:
Nel 1537, Paolo III accolse tra i suoi musicisti in segno di stima verso il suo maestro.
Morì a Roma di morte improvvisa.

## Opere
- Fantasia for lute (Siena Lute Book, 17) di Perino Fiorentino in Classical Archives
- Perino Fiorentino, Opere per Liuto , a cura di Mirco Caffagni, Franco Pavan, 1996 ISMN 979-0-2153-0098-9